# 聯邦塔
聯邦塔（羅馬化：Bashni Federatsii）是俄羅斯首都莫斯科的一座摩天大樓建築群，由兩座高層建築組成，位於莫斯科國際商務中心。兩座塔樓分別名為東塔和西塔。聯邦塔中的東塔是歐洲第二高的摩天大樓，僅次於拉赫塔中心，並且是世界第59高建築。聯邦塔建築群由AEON集團所有。

## 外部連結
- 官方网站

1. ↑  . Every-Record.com. February 1, 2016  [September 16, 2017]. （原始内容存档于2017-09-16）.